# Yolanda Blanco (actriz española)
Yolanda Blanco Santos (Salamanca, 1973) es una actriz, guionista y productora española más conocida por su participación en el programa Oregón Televisión de la televisión autonómica aragonesa.

## Trayectoria
Blanco cursó estudios de Técnico de Producción Audiovisual y Eventos en Zaragoza. Además, se diplomó en interpretación en la Escuela Municipal de Teatro de Zaragoza y en la Escuela Internacional Mar Navarro de Madrid. En el ámbito teatral, Blanco ha trabajado como actriz en compañías como El Temple, Nueve de Nueve Teatro, Ocioimagen Teatro, Producciones Al alimón, Micro Teatro Zaragoza, el Tranvía Teatro, Cía de Pilar Molinero, Producciones Valentina y Mclown. Como actriz animadora, ha trabajado con Gozarte, Starkytch dj, Teatro Laclac, Lagarto Lagarto y Teatro Imaginario.
Además del teatro, Blanco ha trabajado en televisión, en programas como Oregón Televisión o Vaya Comunidad de Aragón TV, Generación XXI de Canal Sur, Que viene el Lobo o Alsa Kadula de Antena Aragón, Más te vale XXL de Canal +, y en la sección Acomodados del Telediario regional de Televisión Española.
También ha ejercido como guionista en programas como El guiñote, La repera, Generación XXI, Redacción en cadena y Alsa Kadula, y como ayudante de producción en En El fondo Norte. Asimismo, ha desempeñado labores de ayudante de dirección y producción en el programa de divulgación sobre la historia de Aragón Reino y Corona y en el programa gastronómico La Pera Limonera.
En el cine, Blanco ha trabajado con cineastas como José Manuel Herráiz en El limbo, Pilar Gutiérrez en Camping y La visita, José Ángel Delgado en Cromos y Ana García Arnaiz en Habitación 110.